# Pierre Malafosse
Pierre Malafosse, né le 29 octobre 1913 à Béziers (Hérault) et mort le 21 mai 1993 à Agde (Hérault) est un entrepreneur et résistant français. Il a fait partie du réseau de résistance Brutus, puis est devenu, après la guerre, l'un des principaux aménageurs de la côte du Cap d'Agde.

## Biographie

### Jeunesse et études
Pierre Malafosse naît en 1913 dans une famille républicaine. Son père est négociant en vins dans le Languedoc, où il devient prospère ; il meurt en 1922. Son grand-père, Aristide, est maire. Son grand-oncle, Armand, est maire de Vias. Son arrière grand-père, Joseph-Pierre Malafosse, était un petit propriétaire et membre d'une société secrète républicaine, déporté en Algérie à la suite du coup d'État du 2 décembre 1851.
Pierre Malafosse est élevé dans la région. Il suit ses études de droit à l'université de Montpellier et obtient sa licence de droit en 1931. Il poursuit ses études à l'université de Paris, où il obtient un doctorat en droit.
Il se marie le 28 juillet 1933 à Lespignan, avec Mauricette Liotier dont il divorça en 1961.

### Parcours professionnel et politique
Après la fin de ses études, il revient s'installer à Béziers en tant qu'avocat inscrit au barreau de Béziers. Il ouvre un cabinet. Sa vie est partagée entre ses activités juridiques d'une part et l'aide qu'il apporte à sa mère dans la gestion de son commerce de négocie d'autre part. Il aurait milité à cette époque au sein des Jeunesses socialistes.
Il devient secrétaire de la section de Béziers des officiers de réserve républicains à la demande d'un de ses confrères, membre de la SFIO. En 1939, il est avocat du fonds de secours de l'AIT et plaide donc pour les réfugiés républicains espagnols. Il a par ailleurs défendu des militants cégétistes et communistes.

### Guerre et Résistance
En 1939, Malafosse rejoint le 56e régiment d'artillerie motorisée. Il est lieutenant et commande une batterie. Il suit son régiment en Alsace puis dans les Alpes, près de Briançon. Il est volontaire pour participer au corps expéditionnaire en Norvège, mais arrive trop tard à Glasgow pour participer à l'expédition sur Narvik. Il est démobilisé après l'armistice et rejoint Béziers.
Il est recruté dans la résistance par l'avocat marseillais André Boyer, dès l'été 1940. En août, Gaston Defferre le rencontre par l'entremise de Boyer pour passer en Angleterre, mais l'opération échoue. Il reste donc à Béziers où il devient l'agent local du réseau Brutus.
Mais, en plus, il devient l'un des premiers membres du réseau Combat implanté localement en octobre 1940. Pierre Malafosse, qui a choisi le pseudonyme de Malin, s'impose comme le dirigeant de ce mouvement, majoritairement composé de socialistes. Il recrute Joseph Lanet, qu'il a connu à la faculté.
En 1943, Malafosse est emprisonné à Toulouse du fait de ses activités de résistance. Des résistants organisent son évasion. En 1944, il est parachuté dans les Hautes-Pyrénées et participe au Comité local de libération de la ville.

### Après-guerre
Pierre Malafosse s'installe en 1945 à Paris. Il devient directeur général du journal Bref jusqu'en 1946. Il cofonde le Le Provençal, dont il est actionnaire. Il est alors proche de Gaston Defferre et obtient le poste de directeur du service des Boissons. Soupçonné de prévarication par le ministre du Ravitaillement Yves Farge, il est mis fin à ses fonctions le 28 juin 1946 ; le scandale du vin est alors déclenché. Un jugement en date du 23 mai 1947 montre l’absence de fraude de sa part.
Malafosse quitte Paris pour Béziers. Il achète une propriété à Vias et continue de vendre du vin. Il crée dans les années 1960 un camping naturiste au Cap d’Agde.